# بلگراد ۱۵۱۷
سیارک ۱۵۱۷ (به انگلیسی: 1517 Beograd، نامگذاری:1938FD) هزار و پانصد و هفدهمین سیارک کشف شده‌است که در ۲۰ مارس ۱۹۳۸ کشف شد.
قدر مطلق سیارک برابر ۱۱٫۱۰ است.